# Mercedes-Benz Travego
Il Mercedes-Benz O580 Travego è un modello di autobus da turismo prodotto a partire dal 1999 dalla Mercedes Benz, nato per sostituire come autobus turistico di fascia alta il Mercedes-Benz O404.
Il telaio del Mercedes Travego è stato anche venduto a carrozzieri esterni quali Noge e Irizar.
Nel 2005 ha subìto un restyling.
Vengono commercializzate 3 versioni del Travego tutte a pianale rialzato (High Decker):
- Travego (O580-15 RHD), 12 metri
- Travego M (O580-16 RHD), 13 metri
- Travego L (O580-17 RHD), 14 metri

Attualmente esiste anche una versione leggermente più alta per le lunghezze da 12 e 14 metri (SHD - destinata unicamente al mercato della Turchia) mentre inizialmente esisteva un'ulteriore versione da 12 metri a pianale non rialzato (O580-15 RH).
Il Mercedes Travego come tutti i moderni autobus da turismo possiede impianto stereo, aria condizionata, mini-bar, videoregistratore, lettore DVD e su richiesta anche WC e cuccetta per l'autista.
Nel 2010 è stato insignito del premio International Bus & Coach of the Year